# Sanguirana acai
Sanguirana acai é uma espécie de anfíbio anuro da família Ranidae. O seu estado de conservação ainda não foi avaliado pela Lista Vermelha da UICN. Está presente nas Filipinas.